# Boris Schimeliowitsch

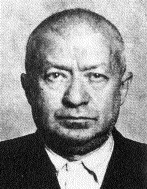
Boris Schimeliowitsch (1949)

Boris Abramowitsch Schimeliowitsch (russisch Борис Абрамович Шимелиович; geboren am 3. Dezember 1902 in Riga; gestorben am 12. August 1952 in Moskau) war ein bedeutender sowjetischer Arzt und Mitglied des Jüdischen Antifaschistischen Komitees (JAFK).

## Leben
Boris Schimeliowitsch wurde am 3. Dezember 1902 als Sohn eines Schammes (Synagogendieners) in Riga geboren. Bereits mit sieben Jahren verteilte er im Auftrag seines älteren Bruders Julius, der 1919 von Weißgardisten erschossen wurde, revolutionäre Aufrufe in der Synagoge des Vaters, in der auch Waffen und illegale Literatur versteckt wurden. Als Autodidakt bestand er eine externe Abiturprüfung.
1920 trat er nach fünfmonatiger Mitgliedschaft beim Bund der bolschewistischen Partei bei. Er wurde sogleich zur Arbeit bei der Hungerhilfe abkommandiert. Später studierte Schimeliowitsch Medizin in Woronesch, wurde Arzt und leitete die Gesundheitsbehörde der Stadt, wo er große Verdienste bei der Bekämpfung der Typhusepidemie erwarb.
Am 1. März 1931 wurde er zum Chefarzt des größten medizinischen Zentrums der Sowjetunion, dem nach dem Arzt Sergei Petrowitsch Botkin genannten Botkin-Krankenhaus berufen. Über 700 Ärzte arbeiteten unter seiner Leitung. Er gründete postuniversitäre ärztliche Fortbildungsschulen und andere medizinische Einrichtungen. Für seine jahrelangen aufopfernden Tätigkeiten im Gesundheitswesen wurde er vielfach ausgezeichnet, so auch mit dem Orden Verdienter Arzt der Sowjetunion.
Nach dem deutschen Überfall auf die Sowjetunion wurde Boris Schimeliowitsch Mitglied des Jüdischen Antifaschistischen Komitees. Nach Kriegsende wurde er wie alle führenden Mitglieder am 13. Januar 1949 verhaftet. Er ließ sich trotz schwerster Folter keine Geständnisse abringen, bekannte sich während Prozesses als nicht schuldig und prangerte dabei auch die Verhör- und Foltermethoden an.
Am 12. August 1952 wurde Boris Schimeliowitsch zusammen mit anderen Mitgliedern des JAFK in Moskau erschossen.